# Omloop Het Nieuwsblad 2019
L'Omloop Het Nieuwsblad 2019 fou la 74a edició de l'Omloop Het Nieuwsblad. Es disputà el 3 de març de 2019 sobre un recorregut de 200 km amb sortida a Gant i arribada a Ninove. La cursa formà part per de l'UCI World Tour 2019, amb una categoria 1.UWT.
El vencedor fou el txec Zdeněk Štybar del Deceuninck-Quick Step, que s'imposà en solitari en l'arribada a Ninove. Els belgues Greg Van Avermaet (CCC) i Tim Wellens (Lotto Soudal) completaren el podi.

## Presentació

### Recorregut
Durant el recorregut els ciclistes han de superar tretze cotes:
| Núm. | Nom                   | Km d'etapa (km) | Ferm   | Llargada(m) | Mitjana de desnivell (%) | Màxim desnivell (%) |
| ---- | --------------------- | --------------- | ------ | ----------- | ------------------------ | ------------------- |
| 1    | Leberg                | 42              | asfalt | 950         | 4,2%                     | 13,8%               |
| 2    | Den Ast               | 75,6            | asfalt | 450         | 5.5%                     | 11%                 |
| 3    | Katteberg             | 101,4           | asfalt | 750         | 6%                       | 11%                 |
| 4    | Leberg                | 111             | asfalt | 950         | 4,2%                     | 13,8%               |
| 5    | Rekelberg             | 126             | asfalt | 800         | 4%                       | 9%                  |
| 6    | Valkenberg            | 134             | asfalt | 540         | 8,1%                     | 12,8%               |
| 7    | Wolvenberg            | 145,2           | pavé   | 645         | 7,9%                     | 17,3%               |
| 8    | Molenberg             | 157,5           | pavé   | 463         | 7%                       | 14,2%               |
| 9    | Leberg                | 165             | asfalt | 950         | 4,2%                     | 13,8%               |
| 10   | Berendries            | 169             | asfalt | 940         | 7%                       | 12,3%               |
| 11   | Elverenberg-Vossenhol | 171,5           | asfalt | 1268        | 3,6%                     | 9%                  |
| 12   | Muur-Kapelmuur        | 183,3           | pavé   | 475         | 9.3%                     | 19,8%               |
| 13   | Bosberg               | 187,2           | pavé   | 980         | 5,8%                     | 11%                 |

A més d'aquestes 13 ascensions hi havia 9 sectors de llambordes:
| Trams de llambordes |              |       |             |
| Número              | Nom          | Km    | Llargada(m) |
| ------------------- | ------------ | ----- | ----------- |
| 1                   | Haaghoek     | 38,9  | 2000        |
| 2                   | Huisepontweg | 70    | 1800        |
| 3                   | Holleweg     | 102,1 | 1500        |
| 4                   | Haaghoek     | 107,8 | 2000        |
| 5                   | Paddestraat  | 117   | 2300        |
| 6                   | Ruiterstraat | 145,4 | 800         |
| 7                   | Kerkgate     | 148,6 | 1030        |
| 8                   | Jagerij      | 151,2 | 800         |
| 9                   | Haaghoek     | 162   | 2000        |

### Equips
En aquesta edició van prendre part 25 equips: 18 de categoria UCI WorldTeam i 7 de categoria Professional Continental, formant un gran grup de 173 ciclistes,
| WorldTeams (18)- AG2R La Mondiale - Astana - Bahrain-Merida - Bora-hansgrohe - CCC Team - Deceuninck-Quick Step - Dimension Data - EF Education First - Groupama-FDJ - Team Jumbo-Visma - Katusha-Alpecin - Lotto Soudal - Mitchelton-Scott - Movistar Team - Sky - Team Sunweb - Trek-Segafredo - UAE Team Emirates Equips continentals professionals (7)- Cofidis, Solutions Crédits - Corendon-Circus - Direct Énergie - Roompot-Charles - Sport Vlaanderen-Baloise - Wallonie Bruxelles - Wanty-Groupe Gobert |
| |

## Classificació final
| \| Classificació general \| Classificació general \| Classificació general \| Classificació general \| Classificació general \| \| Corredor \| Corredor \| Equip \| Temps \| \| \| --------------------- \| --------------------- \| --------------------- \| --------------------- \| --------------------- \| \| 1r \| Zdeněk Štybar \| Deceuninck-Quick Step \| 4h 53' 17" \| \| \| 2n \| Greg Van Avermaet \| CCC Team \| + 9" \| \| \| 3r \| Tim Wellens \| Lotto-Soudal \| + 9" \| \| \| 4t \| Aleksei Lutsenko \| Astana \| + 9" \| \| \| 5è \| Dylan Teuns \| Bahrain-Merida \| + 9" \| \| \| 6è \| Jean-Pierre Drucker \| Bora-Hansgrohe \| + 19" \| \| \| 7è \| Yves Lampaert \| Deceuninck-Quick Step \| + 19" \| \| \| 8è \| Philippe Gilbert \| Deceuninck-Quick Step \| + 19" \| \| \| 9è \| Matteo Trentin \| Mitchelton-Scott \| + 19" \| \| \| 10è \| Oliver Naesen \| AG2R La Mondiale \| + 19" \| \| \| 11è \| Jens Keukeleire \| Lotto-Soudal \| + 19" \| \| \| 12è \| Michael Matthews \| Team Sunweb \| + 19" \| \| \| 13è \| Wout van Aert \| Team Jumbo-Visma \| + 19" \| \| \| 14è \| Dylan van Baarle \| Team Sky \| + 19" \| \| \| 15è \| Sebastian Langeveld \| EF Education First \| + 19" \| \| \| 16è \| Bob Jungels \| Deceuninck-Quick Step \| + 19" \| \| \| 17è \| Laurens De Vreese \| Astana \| + 19" \| \| \| 18è \| Stefan Küng \| Groupama-FDJ \| + 19" \| \| \| 19è \| Nils Politt \| Katusha-Alpecin \| + 28" \| \| \| 20è \| Niki Terpstra \| Direct Énergie \| + 29" \| \| |                     |                       |            |
| |                     |                       |            |
| Font: ProCyclingStats |                     |                       |            |
| Classificació general |                     |                       |            |
| Corredor | Corredor            | Equip                 | Temps      |
| 1r | Zdeněk Štybar       | Deceuninck-Quick Step | 4h 53' 17" |
| 2n | Greg Van Avermaet   | CCC Team              | + 9"       |
| 3r | Tim Wellens         | Lotto-Soudal          | + 9"       |
| 4t | Aleksei Lutsenko    | Astana                | + 9"       |
| 5è | Dylan Teuns         | Bahrain-Merida        | + 9"       |
| 6è | Jean-Pierre Drucker | Bora-Hansgrohe        | + 19"      |
| 7è | Yves Lampaert       | Deceuninck-Quick Step | + 19"      |
| 8è | Philippe Gilbert    | Deceuninck-Quick Step | + 19"      |
| 9è | Matteo Trentin      | Mitchelton-Scott      | + 19"      |
| 10è | Oliver Naesen       | AG2R La Mondiale      | + 19"      |
| 11è | Jens Keukeleire     | Lotto-Soudal          | + 19"      |
| 12è | Michael Matthews    | Team Sunweb           | + 19"      |
| 13è | Wout van Aert       | Team Jumbo-Visma      | + 19"      |
| 14è | Dylan van Baarle    | Team Sky              | + 19"      |
| 15è | Sebastian Langeveld | EF Education First    | + 19"      |
| 16è | Bob Jungels         | Deceuninck-Quick Step | + 19"      |
| 17è | Laurens De Vreese   | Astana                | + 19"      |
| 18è | Stefan Küng         | Groupama-FDJ          | + 19"      |
| 19è | Nils Politt         | Katusha-Alpecin       | + 28"      |
| 20è | Niki Terpstra       | Direct Énergie        | + 29"      |

## Llista de participants
| Dimension Data TDD | Dimension Data TDD                 | Dimension Data TDD |
| ------------------ | ---------------------------------- | ------------------ |
| Núm                | Ciclista                           | Pos                |
| 1                  | Michael Valgren Andersen (DEN)     | 45è                |
| 2                  | Julien Vermote (BEL)               | DNF                |
| 3                  | Edvald Boasson Hagen (NOR) (crono) | 52è                |
| 4                  | Giacomo Nizzolo (ITA)              | DNF                |
| 5                  | Rasmus Tiller (NOR)                | DNF                |
| 6                  | Jacobus Venter (RSA)               | DNF                |
| 7                  | Lars Ytting Bak (DEN)              | DNF                |

| Deceuninck-Quick Step DQT | Deceuninck-Quick Step DQT        | Deceuninck-Quick Step DQT |
| ------------------------- | -------------------------------- | ------------------------- |
| Núm                       | Ciclista                         | Pos                       |
| 11                        | Yves Lampaert (BEL) (ruta)       | 7è                        |
| 12                        | Tim Declercq (BEL)               | 103è                      |
| 13                        | Philippe Gilbert (BEL)           | 8è                        |
| 14                        | Iljo Keisse (BEL)                | DNF                       |
| 15                        | Bob Jungels (LUX) (ruta i crono) | 16è                       |
| 16                        | Florian Sénéchal (FRA)           | DNF                       |
| 17                        | Zdeněk Štybar (CZE)              | 1r                        |

| Lotto-Soudal LTS | Lotto-Soudal LTS        | Lotto-Soudal LTS |
| ---------------- | ----------------------- | ---------------- |
| Núm              | Ciclista                | Pos              |
| 21               | Tiesj Benoot (BEL)      | DNF              |
| 22               | Jasper De Buyst (BEL)   | 42è              |
| 23               | Frederik Frison (BEL)   | DNF              |
| 24               | Jens Keukeleire (BEL)   | 11è              |
| 25               | Nikolas Maes (BEL)      | DNF              |
| 26               | Brian van Goethem (NED) | DNF              |
| 27               | Tim Wellens (BEL)       | 3r               |

| AG2R La Mondiale ALM | AG2R La Mondiale ALM    | AG2R La Mondiale ALM |
| -------------------- | ----------------------- | -------------------- |
| Núm                  | Ciclista                | Pos                  |
| 31                   | Oliver Naesen (BEL)     | 10è                  |
| 32                   | Dorian Godon (FRA)      | 97è                  |
| 33                   | Nico Denz (GER)         | 95è                  |
| 34                   | Silvan Dillier (SUI)    | 22è                  |
| 35                   | Julien Duval (FRA)      | 94è                  |
| 36                   | Alexis Gougeard (FRA)   | DNF                  |
| 37                   | Stijn Vandenbergh (BEL) | 60è                  |

| Astana AST | Astana AST                    | Astana AST |
| ---------- | ----------------------------- | ---------- |
| Núm        | Ciclista                      | Pos        |
| 41         | Davide Ballerini (ITA)        | DNF        |
| 42         | Jandos Bijiguitov (KAZ)       | DNF        |
| 43         | Laurens De Vreese (BEL)       | 17è        |
| 44         | Ievgueni Guiditx (KAZ)        | DNF        |
| 45         | Hugo Houle (CAN)              | 29è        |
| 46         | Aleksei Lutsenko (KAZ) (ruta) | 4t         |
| 47         | Magnus Cort Nielsen (DEN)     | 90è        |

| Bahrain-Merida TBM | Bahrain-Merida TBM        | Bahrain-Merida TBM |
| ------------------ | ------------------------- | ------------------ |
| Núm                | Ciclista                  | Pos                |
| 51                 | Dylan Teuns (BEL)         | 5è                 |
| 52                 | Grega Bole (SLO)          | 98è                |
| 53                 | Sonny Colbrelli (ITA)     | 38è                |
| 54                 | Iván García Cortina (ESP) | 35è                |
| 55                 | Kristjan Koren (SLO)      | 85è                |
| 56                 | Luka Pibernik (SLO)       | 88è                |
| 57                 | Valerio Agnoli (ITA)      | DNF                |

| Bora-Hansgrohe BOH | Bora-Hansgrohe BOH             | Bora-Hansgrohe BOH |
| ------------------ | ------------------------------ | ------------------ |
| Núm                | Ciclista                       | Pos                |
| 61                 | Pascal Ackermann (GER) (ruta)  | DNF                |
| 62                 | Jean-Pierre Drucker (LUX)      | 6è                 |
| 63                 | Daniel Oss (ITA)               | 21è                |
| 64                 | Lukas Pöstlberger (AUT) (ruta) | 82è                |
| 65                 | Juraj Sagan (SVK)              | DNF                |
| 66                 | Michael Schwarzmann (GER)      | DNF                |
| 67                 | Rüdiger Selig (GER)            | DNF                |

| CCC Team CPT | CCC Team CPT                         | CCC Team CPT |
| ------------ | ------------------------------------ | ------------ |
| Núm          | Ciclista                             | Pos          |
| 71           | Greg Van Avermaet (BEL)              | 2n           |
| 72           | Gijs Van Hoecke (BEL)                | 84è          |
| 73           | Nathan Van Hooydonck (BEL)           | DNF          |
| 74           | Francisco José Ventoso Alberdi (ESP) | DNF          |
| 75           | Guillaume Van Keirsbulck (BEL)       | 55è          |
| 76           | Łukasz Wiśniowski (POL)              | 71è          |
| 77           | Michael Schär (SUI)                  | DNF          |

| EF Education First EF1 | EF Education First EF1    | EF Education First EF1 |
| ---------------------- | ------------------------- | ---------------------- |
| Núm                    | Ciclista                  | Pos                    |
| 81                     | Sep Vanmarcke (BEL)       | 92è                    |
| 82                     | Mitchell Docker (AUS)     | DNF                    |
| 83                     | Alex Howes (USA)          | 58è                    |
| 84                     | Sebastian Langeveld (NED) | 15è                    |
| 85                     | Taylor Phinney (USA)      | 62è                    |
| 86                     | Thomas Scully (NZL)       | 91è                    |
| 87                     | Matti Breschel (DEN)      | 104è                   |

| Groupama-FDJ GFC | Groupama-FDJ GFC              | Groupama-FDJ GFC |
| ---------------- | ----------------------------- | ---------------- |
| Núm              | Ciclista                      | Pos              |
| 91               | Daniel Hoelgaard (NOR)        | DNF              |
| 92               | Antoine Duchesne (CAN) (ruta) | 81è              |
| 94               | Ignatas Konovalovas (LTU)     | 57è              |
| 95               | Stefan Küng (SUI) (crono)     | 18è              |
| 96               | Olivier Le Gac (FRA)          | 39è              |
| 97               | Ramon Sinkeldam (NED)         | 54è              |

| Mitchelton-Scott MTS | Mitchelton-Scott MTS          | Mitchelton-Scott MTS |
| -------------------- | ----------------------------- | -------------------- |
| Núm                  | Ciclista                      | Pos                  |
| 101                  | Matteo Trentin (ITA) (ruta)   | 9è                   |
| 102                  | Luke Durbridge (AUS) (ruta)   | 23è                  |
| 103                  | Alexander Edmondson (AUS)     | 87è                  |
| 104                  | Michael Hepburn (AUS)         | DNF                  |
| 105                  | Christopher Juul-Jensen (DEN) | 34è                  |
| 106                  | Dion Smith (NZL)              | 78è                  |
| 107                  | Edoardo Affini (ITA)          | DNF                  |

| Movistar Team MOV | Movistar Team MOV           | Movistar Team MOV |
| ----------------- | --------------------------- | ----------------- |
| Núm               | Ciclista                    | Pos               |
| 111               | Jürgen Roelandts (BEL)      | 25è               |
| 112               | Carlos Barbero Cuesta (ESP) | 69è               |
| 113               | Carlos Betancur Gómez (COL) | 83è               |
| 114               | Imanol Erviti Ollo (ESP)    | DNF               |
| 115               | Jorge Arcas (ESP)           | 75è               |
| 116               | Eduardo Sepúlveda (ARG)     | DNF               |
| 117               | Antonio Pedrero López (ESP) | DNF               |

| Team Jumbo-Visma TJV | Team Jumbo-Visma TJV     | Team Jumbo-Visma TJV |
| -------------------- | ------------------------ | -------------------- |
| Núm                  | Ciclista                 | Pos                  |
| 121                  | Wout van Aert (BEL)      | 13è                  |
| 122                  | Timo Roosen (NED)        | 79è                  |
| 123                  | Mike Teunissen (NED)     | 33è                  |
| 124                  | Taco van der Hoorn (NED) | 86è                  |
| 125                  | Danny van Poppel (NED)   | 30è                  |
| 126                  | Pascal Eenkhoorn (NED)   | 107è                 |
| 127                  | Maarten Wynants (BEL)    | 89è                  |

| Katusha-Alpecin TKA | Katusha-Alpecin TKA        | Katusha-Alpecin TKA |
| ------------------- | -------------------------- | ------------------- |
| Núm                 | Ciclista                   | Pos                 |
| 131                 | Jens Debusschere (BEL)     | 72è                 |
| 132                 | Jenthe Biermans (BEL)      | DNF                 |
| 133                 | Reto Hollenstein (SUI)     | 64è                 |
| 134                 | Viatxeslav Kuznetsov (RUS) | DNF                 |
| 135                 | Nils Politt (GER)          | 19è                 |
| 136                 | Mads Würtz Schmidt (DEN)   | DNF                 |
| 137                 | Harry Tanfield (GBR)       | DNF                 |

| Team Sky SKY | Team Sky SKY                   | Team Sky SKY |
| ------------ | ------------------------------ | ------------ |
| Núm          | Ciclista                       | Pos          |
| 141          | Ian Stannard (GBR)             | 26è          |
| 142          | Owain Doull (GBR)              | 28è          |
| 143          | Christian Knees (GER)          | 73è          |
| 144          | Christopher Lawless (GBR)      | DNF          |
| 146          | Leonardo Basso (ITA)           | DNF          |
| 147          | Dylan van Baarle (NED) (crono) | 14è          |

| Team Sunweb SUN | Team Sunweb SUN              | Team Sunweb SUN |
| --------------- | ---------------------------- | --------------- |
| Núm             | Ciclista                     | Pos             |
| 151             | Jan Bakelants (BEL)          | DNF             |
| 152             | Roy Curvers (NED)            | DNF             |
| 153             | Asbjørn Kragh Andersen (DEN) | DNF             |
| 154             | Johannes Fröhlinger (GER)    | DNF             |
| 155             | Michael Matthews (AUS)       | 12è             |
| 156             | Casper Pedersen (DEN)        | 59è             |
| 157             | Louis Vervaeke (BEL)         | 68è             |

| Trek-Segafredo TFS | Trek-Segafredo TFS   | Trek-Segafredo TFS |
| ------------------ | -------------------- | ------------------ |
| Núm                | Ciclista             | Pos                |
| 161                | Jasper Stuyven (BEL) | 40è                |
| 162                | Edward Theuns (BEL)  | 53è                |
| 163                | Alex Kirsch (LUX)    | 109è               |
| 164                | Ryan Mullen (IRL)    | 51è                |
| 165                | Mads Pedersen (DEN)  | 105è               |
| 166                | Alex Frame (NZL)     | DNF                |
| 167                | Fumiyuki Beppu (JPN) | DNF                |

| UAE Team Emirates UAD | UAE Team Emirates UAD            | UAE Team Emirates UAD |
| --------------------- | -------------------------------- | --------------------- |
| Núm                   | Ciclista                         | Pos                   |
| 171                   | Jasper Philipsen (BEL)           | 37è                   |
| 172                   | Roberto Ferrari (ITA)            | DNF                   |
| 173                   | Marco Marcato (ITA)              | DNF                   |
| 174                   | Sebastián Molano Benavides (COL) | DNF                   |
| 175                   | Sven Erik Bystrøm (NOR)          | DNF                   |
| 176                   | Rory Sutherland (AUS)            | DNF                   |
| 177                   | Tom Bohli (SUI)                  | 63è                   |

| Cofidis, Solutions Crédits COF | Cofidis, Solutions Crédits COF | Cofidis, Solutions Crédits COF |
| ------------------------------ | ------------------------------ | ------------------------------ |
| Núm                            | Ciclista                       | Pos                            |
| 181                            | Christophe Laporte (FRA)       | 31è                            |
| 182                            | Dimitri Claeys (BEL)           | 41è                            |
| 183                            | Hugo Hofstetter (FRA)          | 108è                           |
| 184                            | Damien Touzé (FRA)             | 74è                            |
| 185                            | Bert Van Lerberghe (BEL)       | 50è                            |
| 186                            | Kenneth Vanbilsen (BEL)        | DNF                            |
| 187                            | Zico Waeytens (BEL)            | DNF                            |

| Corendon-Circus COC | Corendon-Circus COC     | Corendon-Circus COC |
| ------------------- | ----------------------- | ------------------- |
| Núm                 | Ciclista                | Pos                 |
| 191                 | Stijn Devolder (BEL)    | 27è                 |
| 192                 | Dries De Bondt (BEL)    | 43è                 |
| 193                 | Roy Jans (BEL)          | 106è                |
| 194                 | Jimmy Janssens (BEL)    | 76è                 |
| 195                 | Marcel Meisen (GER)     | DNF                 |
| 196                 | Joeri Stallaert (BEL)   | DNF                 |
| 197                 | Maarten van Trijp (NED) | DNF                 |

| Direct Énergie TDE | Direct Énergie TDE     | Direct Énergie TDE |
| ------------------ | ---------------------- | ------------------ |
| Núm                | Ciclista               | Pos                |
| 201                | Niki Terpstra (NED)    | 20è                |
| 202                | Damien Gaudin (FRA)    | 93è                |
| 203                | Pim Ligthart (NED)     | 49è                |
| 204                | Adrien Petit (FRA)     | 70è                |
| 205                | Alexandre Pichot (FRA) | DNF                |
| 206                | Romain Cardis (FRA)    | DNF                |
| 207                | Anthony Turgis (FRA)   | 65è                |

| Roompot-Charles ROC | Roompot-Charles ROC       | Roompot-Charles ROC |
| ------------------- | ------------------------- | ------------------- |
| Núm                 | Ciclista                  | Pos                 |
| 211                 | Lars Boom (NED)           | 80è                 |
| 212                 | Jesper Asselman (NED)     | DNF                 |
| 213                 | Mathias De Witte (BEL)    | DNF                 |
| 214                 | Stijn Steels (BEL)        | DNF                 |
| 215                 | Elmar Reinders (NED)      | DNF                 |
| 216                 | Boy van Poppel (NED)      | 46è                 |
| 217                 | Sjoerd van Ginneken (NED) | 77è                 |

| Sport Vlaanderen-Baloise SVB | Sport Vlaanderen-Baloise SVB | Sport Vlaanderen-Baloise SVB |
| ---------------------------- | ---------------------------- | ---------------------------- |
| Núm                          | Ciclista                     | Pos                          |
| 221                          | Piet Allegaert (BEL)         | DNF                          |
| 222                          | Amaury Capiot (BEL)          | 44è                          |
| 223                          | Benjamin Declercq (BEL)      | 32è                          |
| 224                          | Edward Planckaert (BEL)      | 36è                          |
| 225                          | Thomas Sprengers (BEL)       | 61è                          |
| 226                          | Preben Van Hecke (BEL)       | 102è                         |
| 227                          | Jordi Warlop (BEL)           | DNF                          |

| Wallonie Bruxelles WVA | Wallonie Bruxelles WVA    | Wallonie Bruxelles WVA |
| ---------------------- | ------------------------- | ---------------------- |
| Núm                    | Ciclista                  | Pos                    |
| 231                    | Kenny Dehaes (BEL)        | 99è                    |
| 232                    | Kevyn Ista (BEL)          | 67è                    |
| 233                    | Lionel Taminiaux (BEL)    | 110è                   |
| 234                    | Emīls Liepiņš (LAT)       | 100è                   |
| 235                    | Tom Wirtgen (LUX)         | DNF                    |
| 236                    | Baptiste Planckaert (BEL) | 24è                    |
| 237                    | Lukas Spengler (SUI)      | 101è                   |

| Wanty-Gobert WGG | Wanty-Gobert WGG        | Wanty-Gobert WGG |
| ---------------- | ----------------------- | ---------------- |
| Núm              | Ciclista                | Pos              |
| 241              | Frederik Backaert (BEL) | 96è              |
| 242              | Aimé De Gendt (BEL)     | 56è              |
| 243              | Tom Devriendt (BEL)     | 47è              |
| 244              | Xandro Meurisse (BEL)   | 48è              |
| 245              | Jérôme Baugnies (BEL)   | DNF              |
| 246              | Wesley Kreder (NED)     | DNF              |
| 247              | Loïc Vliegen (BEL)      | 66è              |

| Dimension Data TDD | Dimension Data TDD                 | Dimension Data TDD |
| ------------------ | ---------------------------------- | ------------------ |
| Núm                | Ciclista                           | Pos                |
| 1                  | Michael Valgren Andersen (DEN)     | 45è                |
| 2                  | Julien Vermote (BEL)               | DNF                |
| 3                  | Edvald Boasson Hagen (NOR) (crono) | 52è                |
| 4                  | Giacomo Nizzolo (ITA)              | DNF                |
| 5                  | Rasmus Tiller (NOR)                | DNF                |
| 6                  | Jacobus Venter (RSA)               | DNF                |
| 7                  | Lars Ytting Bak (DEN)              | DNF                |

| Deceuninck-Quick Step DQT | Deceuninck-Quick Step DQT        | Deceuninck-Quick Step DQT |
| ------------------------- | -------------------------------- | ------------------------- |
| Núm                       | Ciclista                         | Pos                       |
| 11                        | Yves Lampaert (BEL) (ruta)       | 7è                        |
| 12                        | Tim Declercq (BEL)               | 103è                      |
| 13                        | Philippe Gilbert (BEL)           | 8è                        |
| 14                        | Iljo Keisse (BEL)                | DNF                       |
| 15                        | Bob Jungels (LUX) (ruta i crono) | 16è                       |
| 16                        | Florian Sénéchal (FRA)           | DNF                       |
| 17                        | Zdeněk Štybar (CZE)              | 1r                        |

| Lotto-Soudal LTS | Lotto-Soudal LTS        | Lotto-Soudal LTS |
| ---------------- | ----------------------- | ---------------- |
| Núm              | Ciclista                | Pos              |
| 21               | Tiesj Benoot (BEL)      | DNF              |
| 22               | Jasper De Buyst (BEL)   | 42è              |
| 23               | Frederik Frison (BEL)   | DNF              |
| 24               | Jens Keukeleire (BEL)   | 11è              |
| 25               | Nikolas Maes (BEL)      | DNF              |
| 26               | Brian van Goethem (NED) | DNF              |
| 27               | Tim Wellens (BEL)       | 3r               |

| AG2R La Mondiale ALM | AG2R La Mondiale ALM    | AG2R La Mondiale ALM |
| -------------------- | ----------------------- | -------------------- |
| Núm                  | Ciclista                | Pos                  |
| 31                   | Oliver Naesen (BEL)     | 10è                  |
| 32                   | Dorian Godon (FRA)      | 97è                  |
| 33                   | Nico Denz (GER)         | 95è                  |
| 34                   | Silvan Dillier (SUI)    | 22è                  |
| 35                   | Julien Duval (FRA)      | 94è                  |
| 36                   | Alexis Gougeard (FRA)   | DNF                  |
| 37                   | Stijn Vandenbergh (BEL) | 60è                  |

| Astana AST | Astana AST                    | Astana AST |
| ---------- | ----------------------------- | ---------- |
| Núm        | Ciclista                      | Pos        |
| 41         | Davide Ballerini (ITA)        | DNF        |
| 42         | Jandos Bijiguitov (KAZ)       | DNF        |
| 43         | Laurens De Vreese (BEL)       | 17è        |
| 44         | Ievgueni Guiditx (KAZ)        | DNF        |
| 45         | Hugo Houle (CAN)              | 29è        |
| 46         | Aleksei Lutsenko (KAZ) (ruta) | 4t         |
| 47         | Magnus Cort Nielsen (DEN)     | 90è        |

| Bahrain-Merida TBM | Bahrain-Merida TBM        | Bahrain-Merida TBM |
| ------------------ | ------------------------- | ------------------ |
| Núm                | Ciclista                  | Pos                |
| 51                 | Dylan Teuns (BEL)         | 5è                 |
| 52                 | Grega Bole (SLO)          | 98è                |
| 53                 | Sonny Colbrelli (ITA)     | 38è                |
| 54                 | Iván García Cortina (ESP) | 35è                |
| 55                 | Kristjan Koren (SLO)      | 85è                |
| 56                 | Luka Pibernik (SLO)       | 88è                |
| 57                 | Valerio Agnoli (ITA)      | DNF                |

| Bora-Hansgrohe BOH | Bora-Hansgrohe BOH             | Bora-Hansgrohe BOH |
| ------------------ | ------------------------------ | ------------------ |
| Núm                | Ciclista                       | Pos                |
| 61                 | Pascal Ackermann (GER) (ruta)  | DNF                |
| 62                 | Jean-Pierre Drucker (LUX)      | 6è                 |
| 63                 | Daniel Oss (ITA)               | 21è                |
| 64                 | Lukas Pöstlberger (AUT) (ruta) | 82è                |
| 65                 | Juraj Sagan (SVK)              | DNF                |
| 66                 | Michael Schwarzmann (GER)      | DNF                |
| 67                 | Rüdiger Selig (GER)            | DNF                |

| CCC Team CPT | CCC Team CPT                         | CCC Team CPT |
| ------------ | ------------------------------------ | ------------ |
| Núm          | Ciclista                             | Pos          |
| 71           | Greg Van Avermaet (BEL)              | 2n           |
| 72           | Gijs Van Hoecke (BEL)                | 84è          |
| 73           | Nathan Van Hooydonck (BEL)           | DNF          |
| 74           | Francisco José Ventoso Alberdi (ESP) | DNF          |
| 75           | Guillaume Van Keirsbulck (BEL)       | 55è          |
| 76           | Łukasz Wiśniowski (POL)              | 71è          |
| 77           | Michael Schär (SUI)                  | DNF          |

| EF Education First EF1 | EF Education First EF1    | EF Education First EF1 |
| ---------------------- | ------------------------- | ---------------------- |
| Núm                    | Ciclista                  | Pos                    |
| 81                     | Sep Vanmarcke (BEL)       | 92è                    |
| 82                     | Mitchell Docker (AUS)     | DNF                    |
| 83                     | Alex Howes (USA)          | 58è                    |
| 84                     | Sebastian Langeveld (NED) | 15è                    |
| 85                     | Taylor Phinney (USA)      | 62è                    |
| 86                     | Thomas Scully (NZL)       | 91è                    |
| 87                     | Matti Breschel (DEN)      | 104è                   |

| Groupama-FDJ GFC | Groupama-FDJ GFC              | Groupama-FDJ GFC |
| ---------------- | ----------------------------- | ---------------- |
| Núm              | Ciclista                      | Pos              |
| 91               | Daniel Hoelgaard (NOR)        | DNF              |
| 92               | Antoine Duchesne (CAN) (ruta) | 81è              |
| 94               | Ignatas Konovalovas (LTU)     | 57è              |
| 95               | Stefan Küng (SUI) (crono)     | 18è              |
| 96               | Olivier Le Gac (FRA)          | 39è              |
| 97               | Ramon Sinkeldam (NED)         | 54è              |

| Mitchelton-Scott MTS | Mitchelton-Scott MTS          | Mitchelton-Scott MTS |
| -------------------- | ----------------------------- | -------------------- |
| Núm                  | Ciclista                      | Pos                  |
| 101                  | Matteo Trentin (ITA) (ruta)   | 9è                   |
| 102                  | Luke Durbridge (AUS) (ruta)   | 23è                  |
| 103                  | Alexander Edmondson (AUS)     | 87è                  |
| 104                  | Michael Hepburn (AUS)         | DNF                  |
| 105                  | Christopher Juul-Jensen (DEN) | 34è                  |
| 106                  | Dion Smith (NZL)              | 78è                  |
| 107                  | Edoardo Affini (ITA)          | DNF                  |

| Movistar Team MOV | Movistar Team MOV           | Movistar Team MOV |
| ----------------- | --------------------------- | ----------------- |
| Núm               | Ciclista                    | Pos               |
| 111               | Jürgen Roelandts (BEL)      | 25è               |
| 112               | Carlos Barbero Cuesta (ESP) | 69è               |
| 113               | Carlos Betancur Gómez (COL) | 83è               |
| 114               | Imanol Erviti Ollo (ESP)    | DNF               |
| 115               | Jorge Arcas (ESP)           | 75è               |
| 116               | Eduardo Sepúlveda (ARG)     | DNF               |
| 117               | Antonio Pedrero López (ESP) | DNF               |

| Team Jumbo-Visma TJV | Team Jumbo-Visma TJV     | Team Jumbo-Visma TJV |
| -------------------- | ------------------------ | -------------------- |
| Núm                  | Ciclista                 | Pos                  |
| 121                  | Wout van Aert (BEL)      | 13è                  |
| 122                  | Timo Roosen (NED)        | 79è                  |
| 123                  | Mike Teunissen (NED)     | 33è                  |
| 124                  | Taco van der Hoorn (NED) | 86è                  |
| 125                  | Danny van Poppel (NED)   | 30è                  |
| 126                  | Pascal Eenkhoorn (NED)   | 107è                 |
| 127                  | Maarten Wynants (BEL)    | 89è                  |

| Katusha-Alpecin TKA | Katusha-Alpecin TKA        | Katusha-Alpecin TKA |
| ------------------- | -------------------------- | ------------------- |
| Núm                 | Ciclista                   | Pos                 |
| 131                 | Jens Debusschere (BEL)     | 72è                 |
| 132                 | Jenthe Biermans (BEL)      | DNF                 |
| 133                 | Reto Hollenstein (SUI)     | 64è                 |
| 134                 | Viatxeslav Kuznetsov (RUS) | DNF                 |
| 135                 | Nils Politt (GER)          | 19è                 |
| 136                 | Mads Würtz Schmidt (DEN)   | DNF                 |
| 137                 | Harry Tanfield (GBR)       | DNF                 |

| Team Sky SKY | Team Sky SKY                   | Team Sky SKY |
| ------------ | ------------------------------ | ------------ |
| Núm          | Ciclista                       | Pos          |
| 141          | Ian Stannard (GBR)             | 26è          |
| 142          | Owain Doull (GBR)              | 28è          |
| 143          | Christian Knees (GER)          | 73è          |
| 144          | Christopher Lawless (GBR)      | DNF          |
| 146          | Leonardo Basso (ITA)           | DNF          |
| 147          | Dylan van Baarle (NED) (crono) | 14è          |

| Team Sunweb SUN | Team Sunweb SUN              | Team Sunweb SUN |
| --------------- | ---------------------------- | --------------- |
| Núm             | Ciclista                     | Pos             |
| 151             | Jan Bakelants (BEL)          | DNF             |
| 152             | Roy Curvers (NED)            | DNF             |
| 153             | Asbjørn Kragh Andersen (DEN) | DNF             |
| 154             | Johannes Fröhlinger (GER)    | DNF             |
| 155             | Michael Matthews (AUS)       | 12è             |
| 156             | Casper Pedersen (DEN)        | 59è             |
| 157             | Louis Vervaeke (BEL)         | 68è             |

| Trek-Segafredo TFS | Trek-Segafredo TFS   | Trek-Segafredo TFS |
| ------------------ | -------------------- | ------------------ |
| Núm                | Ciclista             | Pos                |
| 161                | Jasper Stuyven (BEL) | 40è                |
| 162                | Edward Theuns (BEL)  | 53è                |
| 163                | Alex Kirsch (LUX)    | 109è               |
| 164                | Ryan Mullen (IRL)    | 51è                |
| 165                | Mads Pedersen (DEN)  | 105è               |
| 166                | Alex Frame (NZL)     | DNF                |
| 167                | Fumiyuki Beppu (JPN) | DNF                |

| UAE Team Emirates UAD | UAE Team Emirates UAD            | UAE Team Emirates UAD |
| --------------------- | -------------------------------- | --------------------- |
| Núm                   | Ciclista                         | Pos                   |
| 171                   | Jasper Philipsen (BEL)           | 37è                   |
| 172                   | Roberto Ferrari (ITA)            | DNF                   |
| 173                   | Marco Marcato (ITA)              | DNF                   |
| 174                   | Sebastián Molano Benavides (COL) | DNF                   |
| 175                   | Sven Erik Bystrøm (NOR)          | DNF                   |
| 176                   | Rory Sutherland (AUS)            | DNF                   |
| 177                   | Tom Bohli (SUI)                  | 63è                   |

| Cofidis, Solutions Crédits COF | Cofidis, Solutions Crédits COF | Cofidis, Solutions Crédits COF |
| ------------------------------ | ------------------------------ | ------------------------------ |
| Núm                            | Ciclista                       | Pos                            |
| 181                            | Christophe Laporte (FRA)       | 31è                            |
| 182                            | Dimitri Claeys (BEL)           | 41è                            |
| 183                            | Hugo Hofstetter (FRA)          | 108è                           |
| 184                            | Damien Touzé (FRA)             | 74è                            |
| 185                            | Bert Van Lerberghe (BEL)       | 50è                            |
| 186                            | Kenneth Vanbilsen (BEL)        | DNF                            |
| 187                            | Zico Waeytens (BEL)            | DNF                            |

| Corendon-Circus COC | Corendon-Circus COC     | Corendon-Circus COC |
| ------------------- | ----------------------- | ------------------- |
| Núm                 | Ciclista                | Pos                 |
| 191                 | Stijn Devolder (BEL)    | 27è                 |
| 192                 | Dries De Bondt (BEL)    | 43è                 |
| 193                 | Roy Jans (BEL)          | 106è                |
| 194                 | Jimmy Janssens (BEL)    | 76è                 |
| 195                 | Marcel Meisen (GER)     | DNF                 |
| 196                 | Joeri Stallaert (BEL)   | DNF                 |
| 197                 | Maarten van Trijp (NED) | DNF                 |

| Direct Énergie TDE | Direct Énergie TDE     | Direct Énergie TDE |
| ------------------ | ---------------------- | ------------------ |
| Núm                | Ciclista               | Pos                |
| 201                | Niki Terpstra (NED)    | 20è                |
| 202                | Damien Gaudin (FRA)    | 93è                |
| 203                | Pim Ligthart (NED)     | 49è                |
| 204                | Adrien Petit (FRA)     | 70è                |
| 205                | Alexandre Pichot (FRA) | DNF                |
| 206                | Romain Cardis (FRA)    | DNF                |
| 207                | Anthony Turgis (FRA)   | 65è                |

| Roompot-Charles ROC | Roompot-Charles ROC       | Roompot-Charles ROC |
| ------------------- | ------------------------- | ------------------- |
| Núm                 | Ciclista                  | Pos                 |
| 211                 | Lars Boom (NED)           | 80è                 |
| 212                 | Jesper Asselman (NED)     | DNF                 |
| 213                 | Mathias De Witte (BEL)    | DNF                 |
| 214                 | Stijn Steels (BEL)        | DNF                 |
| 215                 | Elmar Reinders (NED)      | DNF                 |
| 216                 | Boy van Poppel (NED)      | 46è                 |
| 217                 | Sjoerd van Ginneken (NED) | 77è                 |

| Sport Vlaanderen-Baloise SVB | Sport Vlaanderen-Baloise SVB | Sport Vlaanderen-Baloise SVB |
| ---------------------------- | ---------------------------- | ---------------------------- |
| Núm                          | Ciclista                     | Pos                          |
| 221                          | Piet Allegaert (BEL)         | DNF                          |
| 222                          | Amaury Capiot (BEL)          | 44è                          |
| 223                          | Benjamin Declercq (BEL)      | 32è                          |
| 224                          | Edward Planckaert (BEL)      | 36è                          |
| 225                          | Thomas Sprengers (BEL)       | 61è                          |
| 226                          | Preben Van Hecke (BEL)       | 102è                         |
| 227                          | Jordi Warlop (BEL)           | DNF                          |

| Wallonie Bruxelles WVA | Wallonie Bruxelles WVA    | Wallonie Bruxelles WVA |
| ---------------------- | ------------------------- | ---------------------- |
| Núm                    | Ciclista                  | Pos                    |
| 231                    | Kenny Dehaes (BEL)        | 99è                    |
| 232                    | Kevyn Ista (BEL)          | 67è                    |
| 233                    | Lionel Taminiaux (BEL)    | 110è                   |
| 234                    | Emīls Liepiņš (LAT)       | 100è                   |
| 235                    | Tom Wirtgen (LUX)         | DNF                    |
| 236                    | Baptiste Planckaert (BEL) | 24è                    |
| 237                    | Lukas Spengler (SUI)      | 101è                   |

| Wanty-Gobert WGG | Wanty-Gobert WGG        | Wanty-Gobert WGG |
| ---------------- | ----------------------- | ---------------- |
| Núm              | Ciclista                | Pos              |
| 241              | Frederik Backaert (BEL) | 96è              |
| 242              | Aimé De Gendt (BEL)     | 56è              |
| 243              | Tom Devriendt (BEL)     | 47è              |
| 244              | Xandro Meurisse (BEL)   | 48è              |
| 245              | Jérôme Baugnies (BEL)   | DNF              |
| 246              | Wesley Kreder (NED)     | DNF              |
| 247              | Loïc Vliegen (BEL)      | 66è              |